# Servisch-Albanese betrekkingen
De betrekkingen tussen Servië en Albanië verwijzen naar de internationale betrekkingen tussen de Republiek Servië en de Republiek Albanië. Servië heeft een ambassade in de Albanese hoofdstad Tirana en Albanië heeft een ambassade in Belgrado, de hoofdstad van Servië.
De verstandhouding tussen Servië en Albanië is vanuit historisch oogpunt moeizaam te noemen door verschillende gebeurtenissen en de etnische spanningen op de Balkan. Het meest recente conflict tussen de twee landen is de Kosovo-oorlog in 1999 en de betwiste status van de Republiek Kosovo. Deze (voormalige) Servische provincie met een overwegend etnisch Albanese bevolking riep in 2008 een eenzijdige onafhankelijkheid van Servië uit die door Albanië wordt erkend, terwijl Servië nog altijd soevereiniteit over Kosovo claimt. 
Beide landen zijn lid van de Raad van Europa, de Organisatie voor Veiligheid en Samenwerking in Europa, de Centraal-Europese Vrijhandelsassociatie en de Organisatie voor Economische Samenwerking in het Zwarte Zeegebied. De twee landen zijn, samen met Noord-Macedonië, tevens lid van het Open Balkan project, dat in 2021 werd opgericht.

## Landenvergelijking
|                  | Servië                                                                                          | Albanië |
| ---------------- | ----------------------------------------------------------------------------------------------- | --- |
| Bevolking        | 7.012.165 (2020)                                                                                | 3.074.579 (2020) |
| Oppervlakte      | 77.474 km²                                                                                      | 28.748 km² |
| Dichtheid        | 90,5/km² (2020)                                                                                 | 106,9/km² (2020) |
| Hoofdstad        | Belgrado                                                                                        | Tirana |
| Regeringsvorm    | Republiek                                                                                       | Parlementaire republiek |
| Officiële talen  | Servisch                                                                                        | Albanees |
| Religie          | Servisch-orthodox 84,6 %, Rooms-katholiek 5 %, Islam 3,1 %, Protestant 1%                       | Islam 56,7%, Christendom 17%, Atheïsme 2,5%                                                                                       |
| Etnische groepen | Serviërs 83,3%, Hongaren 3,5%, Roma 2,1%, Bosniakken 2%, Kroaten 2%, Slovenen 0,8%, overig 0,7% | Albanezen 82,6%, Grieken 0,9%, Vlachen, Roma, Montenegrijnen, Macedoniërs, Bulgaren, Aroemenen en Serviërs allen 1%, 15% onbekend |

## Geschiedenis

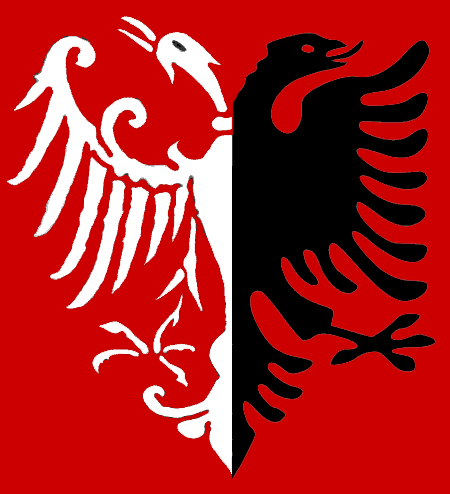
Servische en Albanese adelaar

Ondanks de huidige verschillen in religie, taal, cultuur, territoriale claims en andere standpunten tussen de Serviërs en Albanezen is de geschiedenis van deze naties vergelijkbaar. 
- Beiden bekeerden zich gedurende de Byzantijnse heerschappij tot het christendom. Ook ontstonden zowel de allereerste Servische als Albanese staat allebei in de middeleeuwen als kleine vorstendommen die later meerdere gebieden zouden annexeren.

- Beiden gebruiken een adelaar als nationale wapen. Een van oorsprong Byzantijns symbool.

- Beiden vochten tussen de 14e en 15e eeuw grote oorlogen tegen het uitbreidende Ottomaanse Rijk. Met voor de Seviërs de mythische Slag op het Merelveld als hoogtepunt in de geschiedenis van Servië. Aan de andere kant is het verzet tegen het Ottomaanse Rijk door de Albanese volksheld Skanderbeg een belangrijk onderdeel van de Albanese etniciteit.

- Ondanks de tegenstand zouden beiden echter wel ruim 400 jaar bezet worden door het Ottomaanse Rijk en zo lang Turkse heerschappij ondergaan. Servië zou in 1878 haar onafhankelijkheid volledig terugkrijgen, Albanië scheidde zich op diens beurt in 1912 af van het Ottomaanse Rijk.

De verschillen waren sindsdien wel groot tussen de Serviërs en Albanezen. De Albanezen bekeerden zich tijdens de Ottomaanse heerschappij in groten getale tot de islam, terwijl de meeste Serviërs christelijk bleven, dit omdat religie in de Servische cultuur doorgaans belangrijker is dan in de Albanese cultuur, waar de etniciteit dan weer belangrijker is dan religie. Dit zorgde voor een grote barrière en was terug te zien gedurende de Balkanoorlogen toen Servië en Albanië tegenover elkaar stonden en beide met verschillende buitenlandse bondgenoten. De Balkanoorlog leidde tot een nederlaag van het Ottomaanse Rijk. Servië kreeg na de val van het Ottomaanse Rijk de heerschappij over Kosovo, hoofdzakelijk bewoond door etnische Albanezen, waar sindsdien de relatie tussen de Albanese bevolking en Servische autoriteiten veelal gespannen was. De Kosovo-oorlog in 1999 was het dieptepunt hiervan en leidde in 2008 tot een nog altijd betwiste onafhankelijkheid.

## Drone-incident EK-kwalificatie
Tijdens de loting voor de kwalificatieronde voor het EK voetbal 2016 in Frankrijk werden Servië en Albanië in dezelfde groep, Poule I, ingedeeld.
Op 14 oktober 2014 ontstond grote consternatie, toen Servië en Albanië elkaar troffen in Belgrado. Het EK-kwalificatieduel werd in minuut 41 van de eerste helft, bij de stand 0-0, stilgelegd nadat een drone het stadion van FK Partizan was binnengevlogen met een omstreden Albanese vlag eraan. De Engelse scheidsrechter Martin Atkinson legde het duel stil nadat Stefan Mitrović de vlag uit de lucht had geplukt.
Het leidde tot schermutselingen tussen spelers. Supporters bestormden het veld en belaagden de Albanese internationals, die werden bekogeld met voorwerpen en daarop naar de kleedkamer vluchtten. Volgens Servische media was de drone een idee van Olsi Rama, broer van de Albanese premier Edi Rama. Die ontkende dat echter.
Supporters uit Albanië werden op voorhand geweerd bij het duel vanwege de explosieve situatie in en rondom Kosovo. De voormalige Servische provincie is door de Albanese meerderheid van de bevolking in 2008 eenzijdig uitgeroepen tot onafhankelijke republiek, die daarna door veel landen is erkend. Servië beschouwt deze prille Balkanstaat nog altijd als een autonome provincie.
Het was de eerste keer dat beide landen elkaar troffen sinds 1967. Ondanks de spanningen rond Kosovo besloot de UEFA om Albanië en Servië niet uit elkaar te houden bij de loting. Tien dagen later besloot de tuchtcommissie van de Europese voetbalbond om Servië een reglementaire zege (3-0) toe te kennen, omdat Albanië had geweigerd het duel te hervatten. De ploeg van de Nederlandse bondscoach Dick Advocaat kreeg echter ook drie punten aftrek als straf voor de rellen. Servië moet de komende twee thuisduels in de EK-kwalificatie bovendien zonder publiek spelen. De voetbalbonden van Servië en Albanië kregen beide tevens een boete van 100.000 euro. De voetbalbonden van beide landen kondigden meteen aan in beroep te gaan tegen de straf. Albanië kreeg in juli 2015, in hoger beroep, van het CAS een 0-3 overwinning toegewezen.

## Minderheden
In Servië wonen zo'n 6000 etnische Albanezen (exclusief Kosovo). In Albanië wonen ongeveer 2000 etnische Serviërs.